# Град (Чехия)
Град (чеш. Hrad, «замок») — неформальная политическая группировка в Чехословакии в 20-х и 30-х годах, сторонники президента (Масарика, а затем Бенеша). Название дано по неофициальному названию президентской резиденции «Пражский Град» в Праге.
Полномочия президента Чехословакии были существенно ограничены, и Масарик, используя свой значительный неформальный авторитет, пытался расширить их, приблизив государственное устройство к президентской республике, по образцу США. В этой борьбе за власть с парламентом и правительством Масарик опирался на различные политические и общественные силы, получившие совместное наименование «skupina okolo Hradu» («группа у Замка»), в дальнейшем — просто «Hrad». Эта группировка сложилась в начале 20-х годов и не утратила влияния до 30-х, когда благодаря ее поддержке президентом стал Бенеш, многолетний соратник Масарика.
В «Град» входили представители Чехословацкой гуситской церкви, Союза чехословацких легионеров и связанного с ним банк Legiobanka, видные представители деловых кругов и разных политических партий, влиятельные журналисты (в частности — Карел Чапек). Совместно группа располагала значительными денежными ресурсами, имела огромное влияние в прессе. Была организована неформальная сеть сбора информации.
Эта группа придерживалась реформистского курса во внутренней политике и существенно влияла на внешнюю политику, в частности — на отношения с Францией и с Лигой Наций.
Когда после Бархатной революции 1989 года, новый президент Чехословакии, Вацлав Гавел, безуспешно пытался увеличить роль президента в политической жизни республики, поддерживающие его круги в чешской прессе также именовались «Град».